# Vollenhovia prisca
Vollenhovia prisca är en myrart som först beskrevs av André 1895.  Vollenhovia prisca ingår i släktet Vollenhovia och familjen myror. Inga underarter finns listade i Catalogue of Life.